# Eupetersia angavokely
Eupetersia angavokely är en biart som beskrevs av Gregory B. Pauly och Brooks 2001. Eupetersia angavokely ingår i släktet Eupetersia och familjen vägbin. Inga underarter finns listade i Catalogue of Life.